# 蝶泳

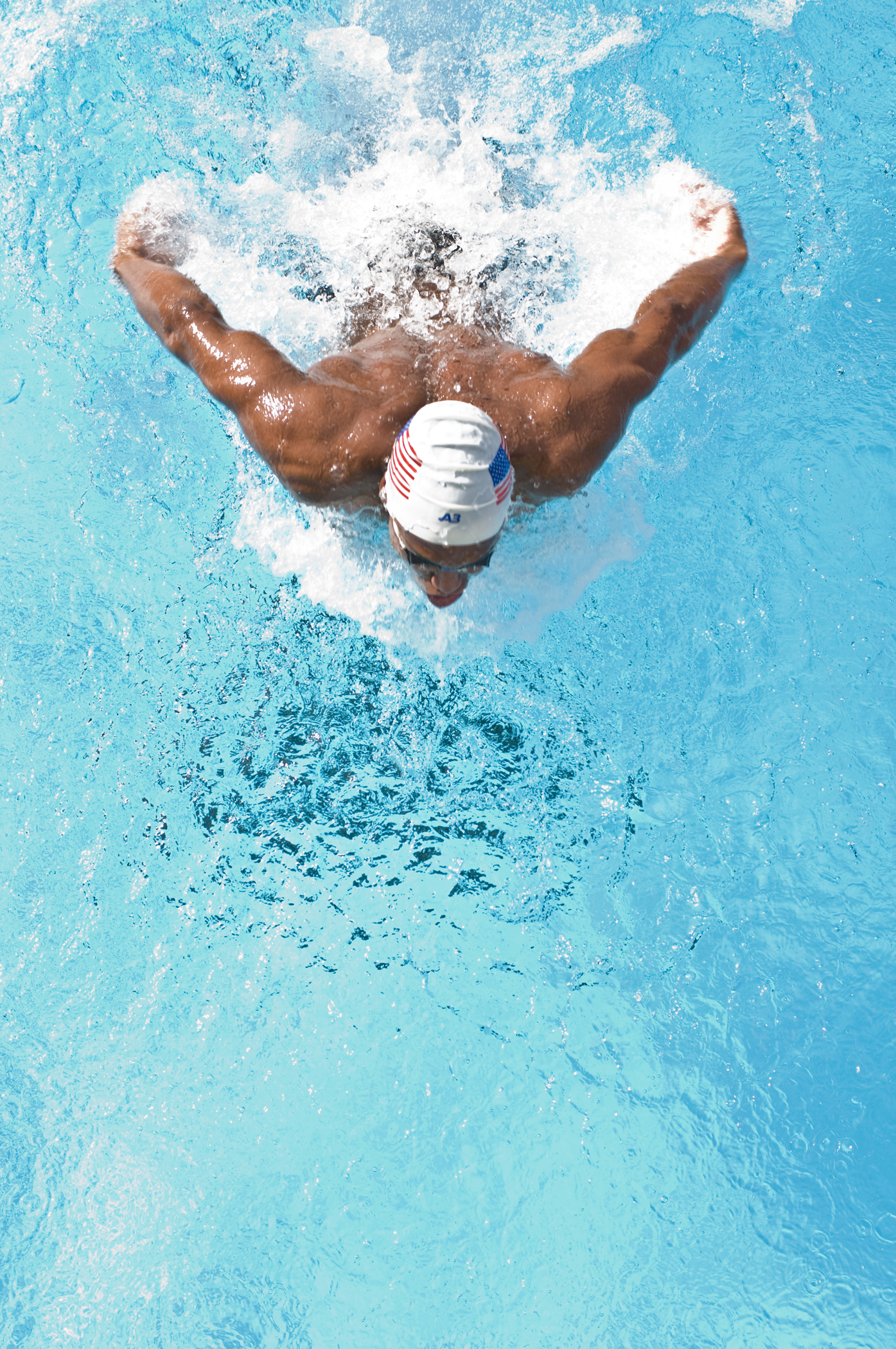
蝶泳。

蝶泳又名蝶式，或稱海豚泳，是由蛙泳演变而来的。游蝶泳时俯卧在水面，两臂划水到大腿后提出水面然后从空中前移，手臂在頭前入水完成一次划水循环，外形像蝴蝶，因而得名。为使游进更匀速，而模仿海豚的波浪击水动作，大大提高了游进速度，因此又被称为“海豚泳”。蝶泳的速度和仰泳差不多，慢于捷泳，快于蛙泳。蝶泳需要很好的技巧和强健的肌肉，相比其他三种泳姿，对初学者来说最困难。蝶泳對於肱二頭肌有一定的幫助，長期练习蝶泳的選手，骨架會稍寬。

## 历史
蝶式在四種競技游泳姿勢中是最晚發展的項目。 蝶式出現在西元1933年，美國人亨利·米爾斯在布魯克林的青年總會比賽中，首先採用兩臂從空中移向前方，腳做蛙泳踢水的動作。

## 国际泳联对蝶泳的规定
SW 8.1 自出发及每次转身后之第一次划臂起，身体必须保持俯卧姿势。身体在水下处于侧卧位的时候允许腿侧向打水，任何时候身体均不得翻转成仰姿（背朝下）。
SW 8.2 两臂必须在水面上同时向前摆动，同时在水下向后划水。（参考SW 8.5）
SW 8.3 双腿打水动作必须同时一致，两腿或两脚可不在同一水平面上，但不允许有交替动作，不允许蹬蛙泳腿。
SW 8.4 在每次转身及抵达终点时，两手必须在水面上或水面下同时触碰池壁。
SW 8.5 在出发和每次转身后，允许运动员在水下做一次或多次打水动作，并藉双臂一次划水，使身体浮出水面。允许在出发和每次转身后潜泳，但不得超过15公尺，在15公尺前，头部必须露出水面，此后身体需保持在水面，直至下次转身或到达终点。

## 游泳技术

蝶泳时，两臂要对称得向后划水然后提出水面在空中前摆，身体俯卧，两肩与水面平行。两腿动作对称，同时打水。正确的蝶泳技术是以腰为中心，躯干和腿有节奏地摆动，发力点在腰部，以大腿带动小腿上下鞭打，模仿海豚的波浪击水动作。
腿打水时两腿并拢，双脚内扣呈八字，两腿在前一次向下击水周期结束后两脚位于最低点，臀部上升至水面，然后双腿伸直向上移动。臀部下沉，大腿下压，膝关节自然弯曲，脚抬起准备打水。打水时脚面绷直，小腿随着大腿的摆动快速击水。
两臂在头前入水，同时向后划水。手掌先入水，然后是小臂、大臂。入水后不宜向前伸或过分做潜水动作，手和前臂要内旋并向侧下方抓水，并逐渐向内弯曲。划水时肘保持较高的位置，在划水至肩下时手掌、前臂和大臂一起加速向后推水。划至腹下时两手距离最近，然后两手弧形向外推水。推水结束，两臂在空中前移，肘先于手出水，从身体两侧低位前摆。移臂速度要快，否则会造成躯干下沉。
呼吸要与臂的动作配合进行。借助两臂推水时的惯性，头露出水面呼吸。

## 伤害防护
蝶泳容易造成運動傷害，应盡量保持姿勢正確，要避免蝶泳的運動傷害，重點在不要用盡全力來游，因為蝶泳需要比較大的力量，稍一不慎便會用力過度，主要的傷害有肩部肌肉拉傷和背腰部的肌肉拉傷，如果要用盡全力才可以游，那表示動作上有很多地方需要改進。